# Jonás Guerrero Corona

Bischofswappen von Jonás Guerrero Corona

Jonás Guerrero Corona (* 20. November 1946 in El Chante) ist ein mexikanischer römisch-katholischer Geistlicher und emeritierter Bischof von Culiacán.

## Leben
Jonás Guerrero Corona empfing am 5. Juni 1976 die Priesterweihe für das Bistum Autlán.
Papst Johannes Paul II. ernannte ihn am 29. Januar 2000 zum Titularbischof von Assava und Weihbischof im Erzbistum Mexiko. Die Bischofsweihe spendete ihm der Erzbischof von Mexiko-Stadt, Norberto Kardinal Rivera Carrera, am 4. März desselben Jahres in der Basilika Unserer Lieben Frau von Guadalupe in Mexiko-Stadt; Mitkonsekratoren waren Erzbischof Giuseppe Bertello, Apostolischer Nuntius in Mexiko, und Onésimo Cepeda Silva, Bischof von Ecatepec.
Papst Benedikt XVI. ernannte ihn am 18. März 2011 zum Bischof von Culiacán. Die Amtseinführung fand am 14. April desselben Jahres statt.
Am 21. September 2023 nahm Papst Franziskus seinen altersbedingten Rücktritt an.